# سام مورو
خطأ لوا في mw.text.lua على السطر 25: bad argument #1 to 'match' (string expected, got nil).
سام مورو (بالإنجليزية: Sam Morrow)‏ (3 مارس 1985 بديري في أيرلندا الشمالية - ) هو لاعب كرة قدم أيرلندي شمالي في مركز الهجوم. شارك مع منتخب أيرلندا الشمالية تحت 21 سنة لكرة القدم. أما مع النوادي، فقد لعب مع إيبسويتش تاون وديري سيتي ونادي بارتيك ثيسل ونادي ترانمير روفرز لكرة القدم ونادي روس كاونتي ونادي كوليرين ونادي لينفيلد ونادي هيبرنيان ونادي ليفينغستون لكرة القدم ونادي بوسطن يونايتد.

## وصلات خارجية
- سام مورو على موقع قاعدة بيانات كرة القدم.إي يو (الإنجليزية)
- سام مورو على موقع Soccerbase.com (لاعب) (الإنجليزية)
- سام مورو على موقع Soccerway.com (الإنجليزية)